# Altillac
Altillac é uma comuna francesa na região administrativa da Nova Aquitânia, no departamento de Corrèze. Estende-se por uma área de 25,23 km². Em 2010 a comuna tinha 877 habitantes (densidade: 34,8 hab./km²).